# William Droegemueller
William Herbert « Bill » Droegemueller (né le 7 octobre 1906 à Chicago et décédé le 23 février 1987 à Sun City) est un athlète américain spécialiste du saut à la perche. Licencié au Northwestern Wildcats, il mesurait 1,78 m pour 64 kg.

## Biographie

### Palmarès
| Date | Compétition           | Lieu      | Résultat | Performance |
| ---- | --------------------- | --------- | -------- | ----------- |
| 1928 | Jeux olympiques d'été | Amsterdam | 2e       | 4,10 m      |

### Records
| Épreuve          | Performance | Lieu | Date |
| ---------------- | ----------- | ---- | ---- |
| Saut à la perche | 4,19 m      |      | 1928 |